# Kevin Smith (regisseur)
Kevin Patrick Smith (Red Bank, 2 augustus 1970) is een Amerikaans regisseur, die zijn films zelf schrijft en daar ook in meespeelt. Daarnaast heeft hij verschillende comicseries geschreven voor onder meer Marvel- en DC Comics.
Smith is ook de eigenaar van 'Jay and Silent Bob's Secret Stash', een comic boekwinkel in Red Bank, New Jersey.
Smith verschijnt en produceert de reality-televisieserie Comic Book Men, die over zijn boekwinkel gaat.

## Films
Smith heeft de volgende producties geschreven en geregisseerd en/of er een rol in gespeeld:
- 1992: Mae Day: The Crumbling of a Documentary (korte film)
- 1994: Clerks.
- 1995: Clerks. (tv-versie)
- 1995: Mallrats
- 1997: Chasing Amy
- 1999: Dogma
- 2000: Clerks (tekenfilmserie)
- 2001: The Concert for New York City (tv - onderdeel: Why I Love New #*$%!&@ York)
- 2001: Jay and Silent Bob Strike Back
- 2002: The Flying Car (tv)
- 2003: Daredevil (Jack Kirby, forensisch assistent)
- 2004: Clerks: The Lost Scene (extra op tienjarigjubileum-dvd van Clerks.)
- 2004: Jersey Girl
- 2006: Clerks II
- 2007: Die Hard 4.0
- 2007: Catch and Release
- 2007: eerste aflevering van Reaper
- 2008: Zack and Miri Make a Porno
- 2010: Cop Out
- 2011: Red State
- 2014: Tusk
- 2016: Yoga Hosers
- 2019: Jay and Silent Bob Reboot
- 2019: Star Wars: Episode IX: The Rise of Skywalker (Stormtrooper)

Daarnaast zijn er vier (regio 1-)dvd's verschenen met uitgebreide verslagen van Smith toerend langs verschillende colleges in de Verenigde Staten. Deze heten:
- An evening with Kevin Smith (2002)
- An evening with Kevin Smith 2: Evening Harder (2006)
- Sold Out - A Threevening with Kevin Smith (2008)
- Too fat for forty (2011)

In alle vier de gevallen gaat het om Smith die in een soort onemanshow op een podium staat en grappige anekdotes vertelt die zijn voorgevallen tijdens het werken aan zijn films en in de comicwereld. Daarna neemt hij uitgebreid de tijd om in te gaan op vragen en opmerkingen vanuit het publiek, die soms heel serieus zijn en soms het puberale niveau niet ontstijgen.

## Silent Bob
In veel van zijn films speelde Smith zelf mee als Silent Bob, een personage dat hij verzon om zelf mee te kunnen spelen in Clerks. Oorspronkelijk had hij namelijk de rol van Randal Graves voor zichzelf geschreven. (Zelf zegt hij daarover dat dat de reden is dat Randal de beste grappen heeft.) Die rol was echter niet te combineren met het regisseren en het in de gaten houden van de grote lijnen van de film, omdat hij steeds zijn teksten vergat. Om toch nog mee te kunnen spelen in Clerks ("misschien was dit de enige film die ik zou maken"), schreef hij de rol van Silent Bob, een karakter dat naast het karakter Jay zou kunnen staan, zonder veel tekst te hoeven zeggen. Jay en Silent Bob komen in bijna al zijn films terug. Daarnaast zijn ze ook te zien in Scream 3.
Smith verwijst in zijn films vaak naar karakters uit zijn voorgaande films. In Chasing Amy zegt Alyssa (Joey Lauren Adams) bijvoorbeeld tegen Holden (Ben Affleck) dat ze seks heeft gehad met Shannon Hamilton. Affleck speelde dit personage in Mallrats.

## Trivia

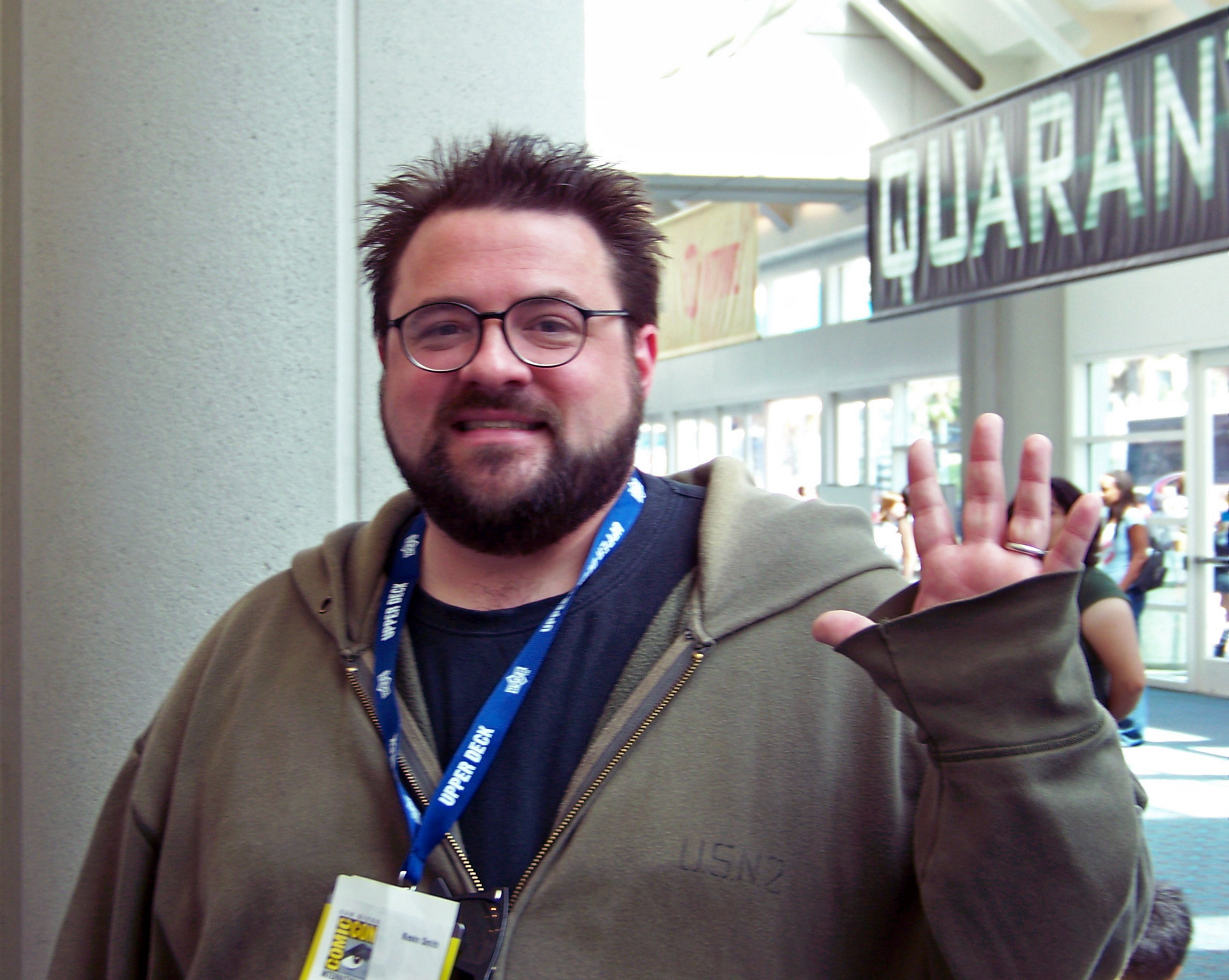
Kevin Smith (2008)

- Smith heeft zijn eigen productiebedrijf: View Askew.
- Chasing Amy is naar alle waarschijnlijkheid voor een groot gedeelte autobiografisch en gebaseerd op zijn (korte) liefdesaffaire met Joey Adams.
- Zijn zus Virginia speelde ook mee in Clerks en Chasing Amy.
- Smith schreef de grote lijnen van het verhaal van Dogma al tijdens het filmen van Clerks. Toen Ben Affleck het las, wilde hij er zeker in meespelen. Mede dankzij het succes van de films van Smith, maar ook zeker dankzij het succes van Affleck, kon Dogma eenvoudig financiers vinden en zo groot opgezet worden.
- Hij schreef het boek "Chasing Dogma" om te beschrijven wat er met Jay en Silent Bob gebeurde tussen de films Chasing Amy en Dogma.

## Comics
Smith is een groot fan van comics. Niet alleen als lezer, maar ook als schrijver. Hij schreef onder meer de eerste acht delen van de Marvel Knights serie over Daredevil (voor Marvel Comics) en mocht bij DC Comics het derde volume van de serie Green Arrow opstarten. Daarnaast werkte hij aan verschillende comictitels over personages uit zijn eigen films.